# María Luisa Arcelay
María Luisa Arcelay (23 tháng 12 năm 1898 - 17 tháng 10 năm 1981), là một nhà giáo dục, nữ doanh nhân và chính trị gia. Vào tháng 11 năm 1932, bà trở thành người phụ nữ đầu tiên ở Puerto Rico được bầu vào một cơ quan lập pháp của chính phủ, khi được bầu làm đại diện cho quận Mayagüez tại Hạ viện Puerto Rico.

## Nữ doanh nhân và chính trị gia
Đến năm 1920, Arcelay từ bỏ sự nghiệp là một nhà giáo dục và cùng với Lorenza Carrero thành lập một xưởng may vá phát triển thành một xưởng may. Công ty của bà thuê nhiều phụ nữ địa phương, những người không có cách nào khác để tự duy trì kinh tế. Bà cũng là một nhà hoạt động bảo vệ ngành công nghiệp may vá của hòn đảo trong nhiều phiên điều trần công khai. Các phiên điều trần này đã được tổ chức tại Puerto Rico và tại Thành phố New York và Washington, DC.[2]
Arcelay là thành viên của Partido Coalicionista de Puerto Rico (Đảng Liên minh Puerto Rico). Trong cuộc bầu cử tháng 11 năm 1932, bà được bầu làm đại diện cho quận Mayagüez tại Hạ viện Puerto Rico. Điều này khiến Arcelay qua đó là người phụ nữ Puerto Rico đầu tiên và là người phụ nữ đầu tiên ở tất cả các nước Mỹ Latinh được bầu vào một cơ quan lập pháp của chính phủ.
Arcelay đã sử dụng vị trí chủ tịch của Ủy ban Nông nghiệp và Thương mại, để tiếp tục bảo vệ ngành công nghiệp may vá trước chính quyền địa phương và liên bang. Bà cũng đóng một vai trò công cụ trong việc làm cho ngành công nghiệp (cả giá cả và sản phẩm của nó) tương thích với thị trường Hoa Kỳ, bằng cách phản đối bất kỳ luật lương tối thiểu nào đối với thợ may và công nhân thông thường.
Vào tháng 8 năm 1932, các thợ may đã đình công, để yêu cầu mức lương cao hơn cho công việc của họ. Cảnh sác được kêu gọi để bảo vệ tài sản của chủ nhân, đã giết và làm bị thương một số người chủ ý đã ném đá xưởng của Arcelay. Nhạc sĩ người Puerto Rico Mon Rivera đã viết một bài hát có tựa đề Alo, Quien Llama? (Xin chào, Ai đang gọi?), có khi cũng được gọi là Que Será. trong đó mô tả cuộc đình công của thợ may và đề cập đến Arcelay trong bài hát.
Năm 1934, Arcelay đã trình một dự luật trước cơ quan lập pháp Puerto Rico thành lập Xổ số Puerto Rico. Bà được bầu lại vào năm 1936, trong thời gian đó, bà đã giới thiệu các dự luật để thành lập trại trẻ mồ côi cho trẻ em và một tòa án vị thành niên. Bà cũng xuất trình các hóa đơn để thành lập lương hưu cho giáo viên và Trường Y tại Đại học Puerto Rico tại Mayagüez.
Arcelay được bầu làm chủ tịch Hội đồng phân phối giá và Bảng phân phối số 49 của Mayagüez và là giám đốc chương trình trái phiếu Chiến thắng ở Puerto Rico trong Thế chiến II. Trong những thập niên của thập niên 40 và 50, dưới sự lãnh đạo của bà, ngành công nghiệp may vá của Puerto Rico đã phát triển để trở thành ngành công nghiệp lớn thứ hai của hòn đảo...chỉ đứng sau nông nghiệp.